# Casatejada
Casatejada és un municipi de la província de Càceres, a la comunitat autònoma d'Extremadura (Espanya).

## Demografia
| 1.338 | 1.277 | 1.305 | 1.319 | 1.344 | 1.264 | 1.240 | 1.324 | 1.324 | 1.341 | 1.354 |